# Robert Emden

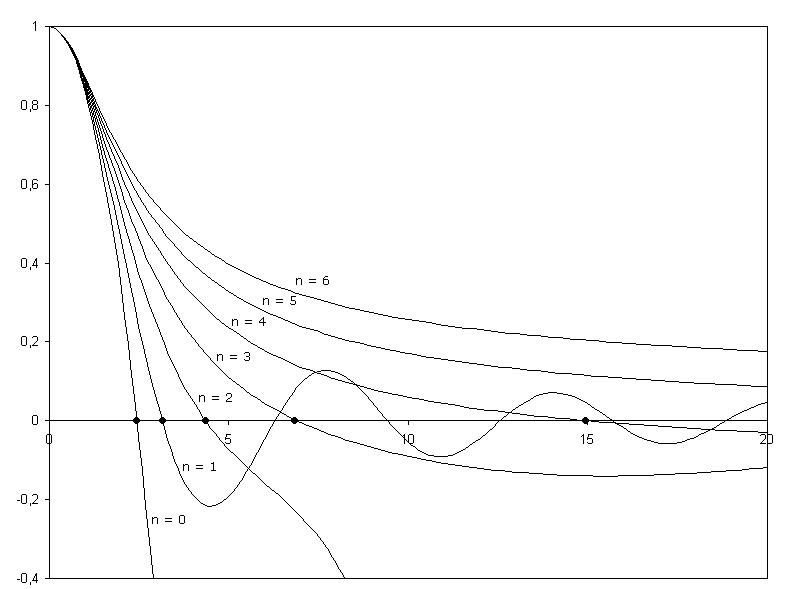
De oplossingen van de Lane-Emdenvergelijking geven de massadichtheid van een ster ten opzichte van de afstand tot haar centrum voor verschillende polytroopexponenten n.

Jacob Robert Emden (Sankt Gallen, 4 maart 1862 – Zürich, 8 oktober 1940) was een Zwitsers astrofysicus.
Hij studeerde te Heidelberg, Berlijn en Straatsburg. In 1887 promoveerde hij op de dampspanning van zoutoplossingen. In 1889 behaalde hij aan de technische universiteit te München zijn aggregaat.
In 1907 werd hij geassocieerd hoogleraar voor natuurkunde en meteorologie aan de Technische Universiteit München. In dat jaar publiceerde hij zijn werk Gaskugeln: Anwendungen der mechanischen Wärmetheorie auf kosmologische und meteorologische Probleme (Gasbollen: toepassingen van mechanische warmteleer op kosmologische en meteorologische vraagstukken).
Dit verschafte een wiskundige grondslag voor de structuur van sterren. De Lane-Emdenvergelijking is mee naar hem genoemd.
In 1920 werd hij lid van de Beierse academie van wetenschappen.
Hij was uitgever van het in 1930 gestichte tijdschrift Zeitschrift fur Astrophysik. In 1933 vluchtte hij voor het nazi regime uit Duitsland terug naar zijn geboorteland Zwitserland.
Hij trouwde met de zus van Karl Schwarzschild en werd zo de oom van Martin Schwarzschild.

## Publicaties
- Gaskugeln : Anwendungen der mechanischen Wärmetheorie auf kosmologische und meteorologische Probleme, Leipzig - Berlijn : Teubner, 1907.
- Grundlagen der Ballonführung Leipzig - Berlijn : Teubner, 1910.